# Camille-Gustave Bonnin
Camille-Gustave Bonnin, francoski general, * 1884, † 1971.